# Gennadius von Marseille
Gennadius von Marseille († um 496), auch bekannt als Gennadius Scholasticus oder Gennadius von Massilia, war ein christlicher Priester und Geschichtsschreiber.
Sein bekanntestes Werk ist De Viris Illustribus (Über berühmte Männer), Biographien von mehr als neunzig wichtigen zeitgenössischen Christen, mit dem er ein gleichnamiges Werk von Hieronymus fortsetzt.

## Leben
Gennadius war ein Priester in Marseille (damals Massilia) und ein Zeitgenosse des Papstes Gelasius I. Über sein Leben ist außer dem, was er selbst in der letzten seiner Biographien schrieb, nichts bekannt:

„Ich, Gennadius, Presbyter von Massilia, schrieb acht Bücher gegen alle Häresien, fünf Bücher gegen Nestorius, zehn Bücher gegen Eutyches, drei Bücher gegen Pelagius, eine Abhandlung über die tausend Jahre der Apokalypse des Johannes, dieses Werk und einen Brief über meinen Glauben, den ich an den gesegneten Gelasius sandte, den Bischof der Stadt Rom.“

Gelasius regierte von 492 bis 496, so dass Gennadius am Ende des 5. Jahrhunderts gelebt haben muss.

## Schriften
Gennadius konnte Griechisch und war gleichermaßen in östlicher wie westlicher, orthodoxer wie häretischer christlicher Literatur bewandert. Er war ein fleißiger Übersetzer und ein kompetenter Kritiker.

### De Viris Illustribus
De Viris Illustribus in seiner verbreitetsten Form wurde vermutlich um 495 veröffentlicht und enthält kurze Biographien von Kirchenmännern aus den Jahren 392 bis 495. Es ist eine sehr wichtige Quelle, teilweise sogar die einzige, für die mehr als neunzig Autoren, die hier vorgestellt werden.
Es ist eine Fortsetzung von Hieronymus’ „De Viris Illustribus“, in dem dieser zum ersten Mal eine Reihe von 135 Kurzbiographien berühmter Christen zusammenstellt, einschließlich einer Liste ihrer wichtigsten Werke. Es war die erste Patrologie und das erste Nachschlagewerk zu christlichen Biographien. Dieses Buch war so nützlich, dass es viele Fortsetzungen nach der gleichen Methode anregte, darunter die von Paterius, einem Schüler des Hieronymus, und eine griechische Übersetzung durch Sophronius.
Gennadius’ Fortsetzung jedoch wurde die populärste und allgemein als zweiter Teil von Hieronymus’ Werk akzeptiert. Sie wurde immer gemeinsam mit diesem abgeschrieben beziehungsweise gedruckt. Gennadius’ Teil enthält etwa hundert Lebensberichte, die nach Hieronymus’ Vorlage gestaltet sind. Verschiedene Ausgaben und Nachdrucke nummerieren sie, wenn auch nicht konsistent; Bernoulli wählte i bis xcvii mit einigen als xciib etc. markiert, wo im Original cxxxvi bis ccxxxii steht.
Die Reihe ist mehr oder weniger chronologisch angeordnet, allerdings gibt es häufige Ausnahmen. In der Biographie xc, 92, sagt er (in einer Version), das Theodor von Coelesyria (Theodulus) „vor drei Jahren starb, in der Regierungszeit des Zeno“, woraus Czapla schließt, dass Gennadius zwischen 491 und 494 schrieb.
Die vorliegende Form des Werks deutet auf wiederholte Revisionen hin. Andere Autoren haben es verändert oder fügten (ohne Vermerk, wie es im Mittelalter üblich war) Texte hinzu. Einige Forscher, darunter Richardson und Czapla, nehmen an, dass die Kapitel xxx (Johannes von Jerusalem), lxxxvii (Victorinus), xciii (Caerealis von Africa) sowie der Schluss (xvc–ci) nicht authentisch sind. Zu weiteren Teilen gibt es Zweifel.

### Andere Schriften
Gennadius zählt eine Reihe weiterer Werke auf, von denen die meisten nicht erhalten geblieben sind:
- Adversus omnes hæreses libri viii, „Gegen alle Häresien“, in acht Büchern
- fünf Bücher gegen Nestorius
- zehn Bücher gegen Eutyches
- drei Bücher gegen Pelagius
- Tractatus de millenio et de apocalypsi beati Johannis, „Abhandlung über die tausend Jahre der Apokalypse des Johannes“
- Epistola de fide, ein „Glaubensbrief“ an den Papst Gelasius
- Werke von Evagrius Ponticus und Timotheus Aelurus, übersetzt und in ihre ursprüngliche Form gebracht; verloren

### De Ecclesiasticis Dogmatibus
Die Abhandlung De Ecclesiasticis Dogmatibus („Über Kirchendogmen“) wurde früher Augustinus von Hippo zugeschrieben, heute jedoch Gennadius.
Einige Forscher (Caspari, Bardenhewer, Czapla) vermuten, dass es sich dabei um ein Fragment aus Gennadius acht Büchern „gegen alle Häresien“ handelt, offensichtlich der letzte Teil, in dem er, nach der Widerlegung aller Häretiker, ein positives System erstellt.

### Ausgaben
De Viris Illustribus wurde herausgegeben von J. Andreas (Rom, 1468), Johann Albert Fabricius in Bibliotheca ecclesiastica (Hamburg, 1718) und von E. C. Richardson in TU, xiv. (Leipzig, 1896). Es ist auch in vielen Ausgaben der Werke des Hieronymus enthalten.
Der Liber de Ecclesiasticis Dogmatibus wurde als Appendix der Benediktiner-Ausgabe der Schriften des heiligen Augustinus publiziert.

## Gesinnung und Ansichten
Es gibt viele Hinweise in „De Viris Illustribus“ darauf, dass der Autor ein Semipelagianer war. Semipelagianer werden gepriesen (Fastidiosus, lvi, p. 80; Johannes Cassianus, lxi, 81; Faustus von Riez, lxxxv, 89), Pelagianer hingegen (Pelagius selbst, xlii, 77; Julianus von Eclanum, xlv, 77) sind Häretiker; Katholiken werden herabsetzend behandelt (Augustinus von Hippo, xxxviii, 75; Prosper von Aquitanien, lxxxiv, 89) und sogar Päpste werden Häretiker genannt (Julius I. in i, 61).
Die gleiche Tendenz ist in der Abhandlung De Ecclesiasticis Dogmatibus festzustellen, die voller Semipelagianismus ist, offen oder versteckt (wobei der Erbsünde sorgfältig ausgewichen wird, beharrlich auf den freien Willen hingewiesen und die Vorherbestimmung abgelehnt wird, Gnade als ein adjutorium in der mildesten Form gesehen etc.).
Gennadius erwägt (wie spätere Autoren, zum Beispiel Thomas von Aquin), dass alle Menschen, sogar die, die beim Jüngsten Gericht leben werden, sterben müssen; diese Überzeugung wird, obwohl von einer weitverbreiteten patristischen Tradition abgeleitet, wie er einräumt, sowohl von den Katholiken als auch von den Kirchenvätern abgelehnt.
Von den Theorien, die die Seele des Menschen betreffen und die später der kreationistische und der tradutianistische Ansatz genannt werden, wählt er den kreationistischen. Er will nicht die Existenz des Geistes als drittem Element im Menschen neben dem Körper und der Seele zugestehen, betrachtet ihn vielmehr als einen anderen Namen für die Seele.
In De Ecclesiasticis Dogmatibus gibt er seine Ansichten zu folgenden Punkten bekannt:
- Eine häretische Taufe muss nicht wiederholt werden, es sei denn, sie wurde von Häretikern ausgeführt, die die Anrufung der Dreifaltigkeit ablehnen.
- Er empfiehlt grundsätzlich den wöchentlichen Empfang der Eucharistie, außer unter der Last einer Todsünde, bei der er öffentliche Buße verlangt.
- Er bestreitet jedoch nicht, dass auch private Buße ausreichend sein kann; aber gerade hier hält er sichtbare Zeichen, wie zum Beispiel den Wechsel der Kleidung, für wünschenswert.
- Der tägliche Empfang der Kommunion wird von ihm weder gefordert noch abgelehnt.
- Das Böse ist eine Erfindung Satans.
- Obwohl Ehelosigkeit höher zu bewerten ist als der Ehestand, ist die Verdammung der Ehe als Manichäismus anzusehen.
- Ein zweimal verheirateter Christ sollte nicht ordiniert werden.
- Kirchen sollten nach Märtyrern benannt, die Reliquien der Märtyrer geehrt werden.
- Nur der Getaufte erlangt das ewige Leben; Katechumenen hingegen nicht, es sei denn, sie erleiden das Martyrium.
- Gründliche Buße nützt den Christen selbst beim letzten Atemzug.
- Der Schöpfer allein kennt unsere geheimen Gedanken. Satan kann sie nur durch unsere Lebensäußerungen erfahren.
- Wunder können in Gottes Namen auch von schlechten Menschen bewirkt werden. Andererseits können Menschen auch ohne solche Zeichen heilig werden.
- Die Willensfreiheit des Menschen wird standhaft behauptet, der Beginn aller Tugend allerdings der göttlichen Gnade zugewiesen.

Die Sprache des Gennadius ist hier nicht augustinisch; allerdings ist sie auch nicht pelagianisch.